# 2024年世界水泳選手権クウェート選手団
2024年世界水泳選手権クウェート選手団は、2024年2月2日から2月18日までカタールのドーハで開催された第21回世界水泳選手権のクウェート選手団、およびその競技結果。

## 選手団
- 人員: 選手 5人

## 選手名簿・結果
| 選手                     | 種目               | 予選      | 予選 | 準決勝   | 準決勝   | 決勝     | 決勝     |
| 選手                     | 種目               | 結果      | 順位 | 結果     | 順位     | 結果     | 順位     |
| ------------------------ | ------------------ | --------- | ---- | -------- | -------- | -------- | -------- |
| モハマド・ズバイド       | 男子50m自由形      | 24秒25    | 66位 | 予選敗退 | 予選敗退 | 予選敗退 | 予選敗退 |
| モハマド・ズバイド       | 男子100m自由形     | 52秒21    | 65位 | 予選敗退 | 予選敗退 | 予選敗退 | 予選敗退 |
| カレド・アルオタイビ     | 男子200m自由形     | 1分58秒02 | 59位 | 予選敗退 | 予選敗退 | 予選敗退 | 予選敗退 |
| カレド・アルオタイビ     | 男子400m自由形     | 4分14秒64 | 51位 | -        | -        | 予選敗退 | 予選敗退 |
| ラシッド・アルタルムーム | 男子50m平泳ぎ      | 29秒95    | 46位 | 予選敗退 | 予選敗退 | 予選敗退 | 予選敗退 |
| ラシッド・アルタルムーム | 男子100m平泳ぎ     | 棄権      | 棄権 | 予選敗退 | 予選敗退 | 予選敗退 | 予選敗退 |
| モハメド・アルオタイビ   | 男子50mバタフライ  | 27秒41    | 52位 | 予選敗退 | 予選敗退 | 予選敗退 | 予選敗退 |
| モハメド・アルオタイビ   | 男子100mバタフライ | 58秒47    | 53位 | 予選敗退 | 予選敗退 | 予選敗退 | 予選敗退 |
| ララ・ダシュティ         | 女子50m自由形      | 29秒27    | 78位 | 予選敗退 | 予選敗退 | 予選敗退 | 予選敗退 |
| ララ・ダシュティ         | 女子100m平泳ぎ     | 1分18秒83 | 47位 | 予選敗退 | 予選敗退 | 予選敗退 | 予選敗退 |